# Hylopedetes surdus
Hylopedetes surdus är en insektsart som beskrevs av Marius Descamps och David M. Rowell 1978. Hylopedetes surdus ingår i släktet Hylopedetes och familjen gräshoppor. Inga underarter finns listade i Catalogue of Life.